# Чернобрюхая подкаменка
Чернобрюхая подкаменка (лат. Leptodactylodon ornatus) — вид бесхвостых земноводных из рода подкаменки семейства пискуньи. Эндемик западного Камеруна.
Выделяют два подвида:
- Leptodactylodon ornatus ornatus Amiet, 1971 — гора Маненгуба, гора Нлонако, гора Купе, холмы Бонандам и холмы Эбонджи.
- Leptodactylodon ornatus permaculatus Amiet, 1971 — южные и западные склоны плато Бамилеке в Фотабонге, Фото и скалах Мбос.

Чернобрюхая подкаменка обитает на небольших и средних высотах (200—1450 м над уровнем моря) в холмистых районах, обычно вблизи гор в районах с большим количеством осадков. Встречается во влажных низинных и предгорных лесах, а также может встречаться в частично нарушенных лесах. Самцы кричат из трещин в скалах или из-под камней. Головастики развиваются в ручьях с быстрым течением. Вероятно, виду может угрожать потеря среды обитания, вызванная вырубкой леса для мелких фермерских хозяйств, расширением населённых пунктов и вырубкой леса. Хитридиомикоз также может представлять угрозу. Неизвестно, встречается ли вид на каких-либо охраняемых территориях.